# Célula L
Las células L, células GLP-1, células PYY o células neurópodas son células enteroendócrinas que producen y segregan varios polipéptidos, que se encuentran distribuidas de manera dispersa a lo largo del sistema gastroentérico, predominando en el íleon y el colon. Las células L tienen funciones en: la motilidad y la secreción gastrointestinal, la absorción, la defensa immune local, la proliferación celular y el apetito.

## Anatomía

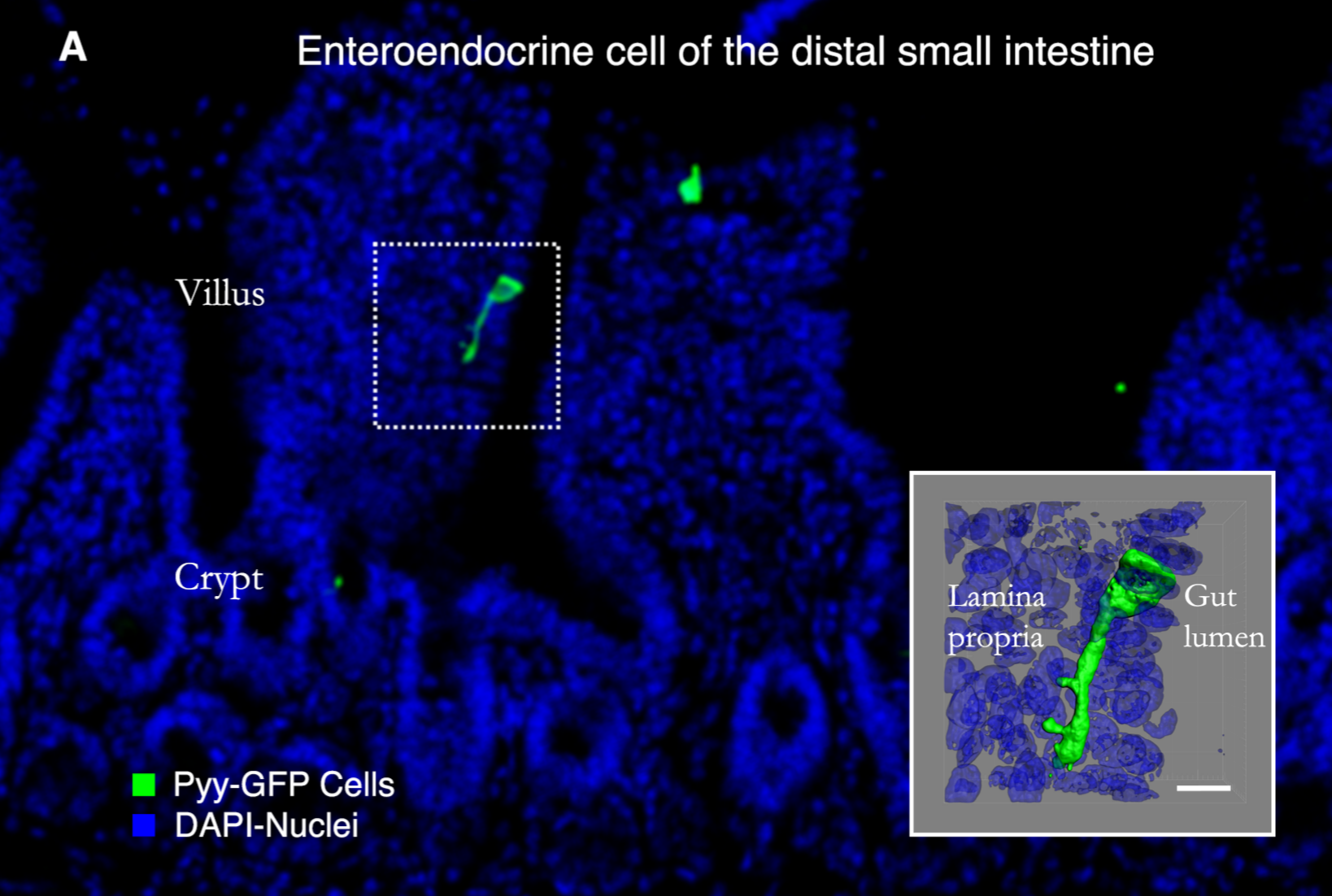
Células L teñidas (en verde brillante) en vellosidades del íleon. En el recuadro (a la derecha) reconstrucción 3D de una célula.

La denominación como "célula L" se debe a una clasificación temprana, morfológica (Large granules, Lg cell, L cell) y bioquímica (péptido detectado PYY).

Las "células L" gastrointestinales humanas se encuentran distribuidas de manera dispersa, entre las células del epitelio intestinal que forman la mucosa, son más numerosas en el íleon y el colon.

En el cerdo y la alpaca un gran número de estas células, se encuentran en el yeyuno distal y en el íleon. En las ratas la mayor densidad celular se da en el íleon.
Las células enteroendócrinas L son de "tipo abierto" ya que con uno de sus extremos alcanzan el lumen del intestino y con el otro extremo llegan a la lámina propia.

### Microarquitectura

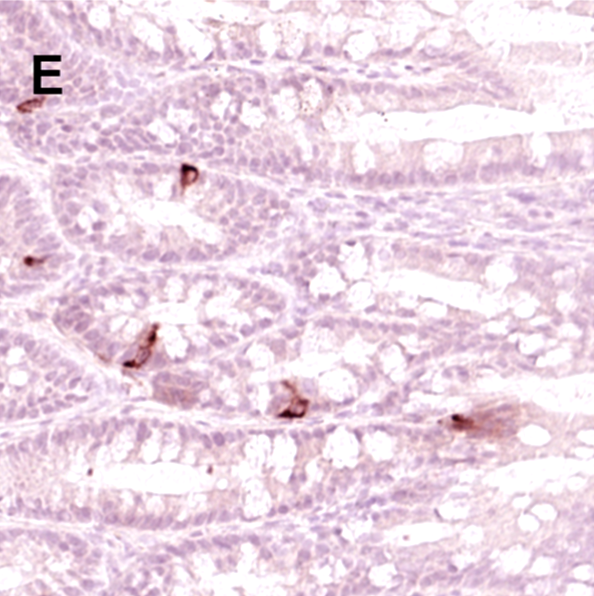
Células L (en marrón) dentro de las criptas. Inmunocitoquímica. Microscopio óptico.

Con el microscopio ópico y los colorantes habituales las células L muestran un aspecto de "células claras".

Los colorantes crómicos y argénticos permitieron su mejor visualización revelando la presencia de gránulos intracitoplasmáticos; esta propiedad se conoce como cromafinidad, argentafinidad y argirofilia. Con técnicas que detectan productos celulares genéricos, tales como la cromogranina, una proteína asociada a los gránulos de secreción y la sinaptofisina, es posible asegurar la naturaleza endócrina de las células L. 

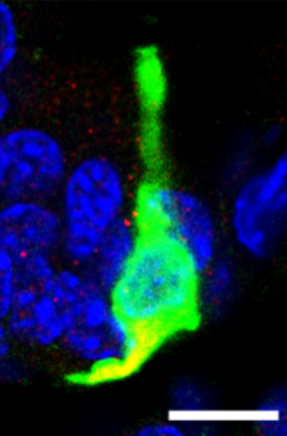
Una célula L/PYY (en verde), con forma de matraz y prolongación basal (abajo izquierda). Inmunohistoquímica. Microscopía confocal.

Mas específico resulta el empleo de anticuerpos dirigidos contra sustancias hormonales, la inmunohistoquímica logra marcar separadamente cada uno de los péptidos dentro de los gránulos de la célula L.

Las "células L/PYY" muestran una forma alargada de botella o  matraz hasta de 70 µm de longitud, y presentan una polaridad celular muy marcada, con un extremo en el lumen del intestino y el otro en la lámina propia.

Los gránulos citoplasmáticos que contienen las hormonas como PYY y GLP-1, fueron localizados mediante inmunohistoquímica en la región subnuclear, concentrados en la base dilatada de la célula.

### Ultraestructura

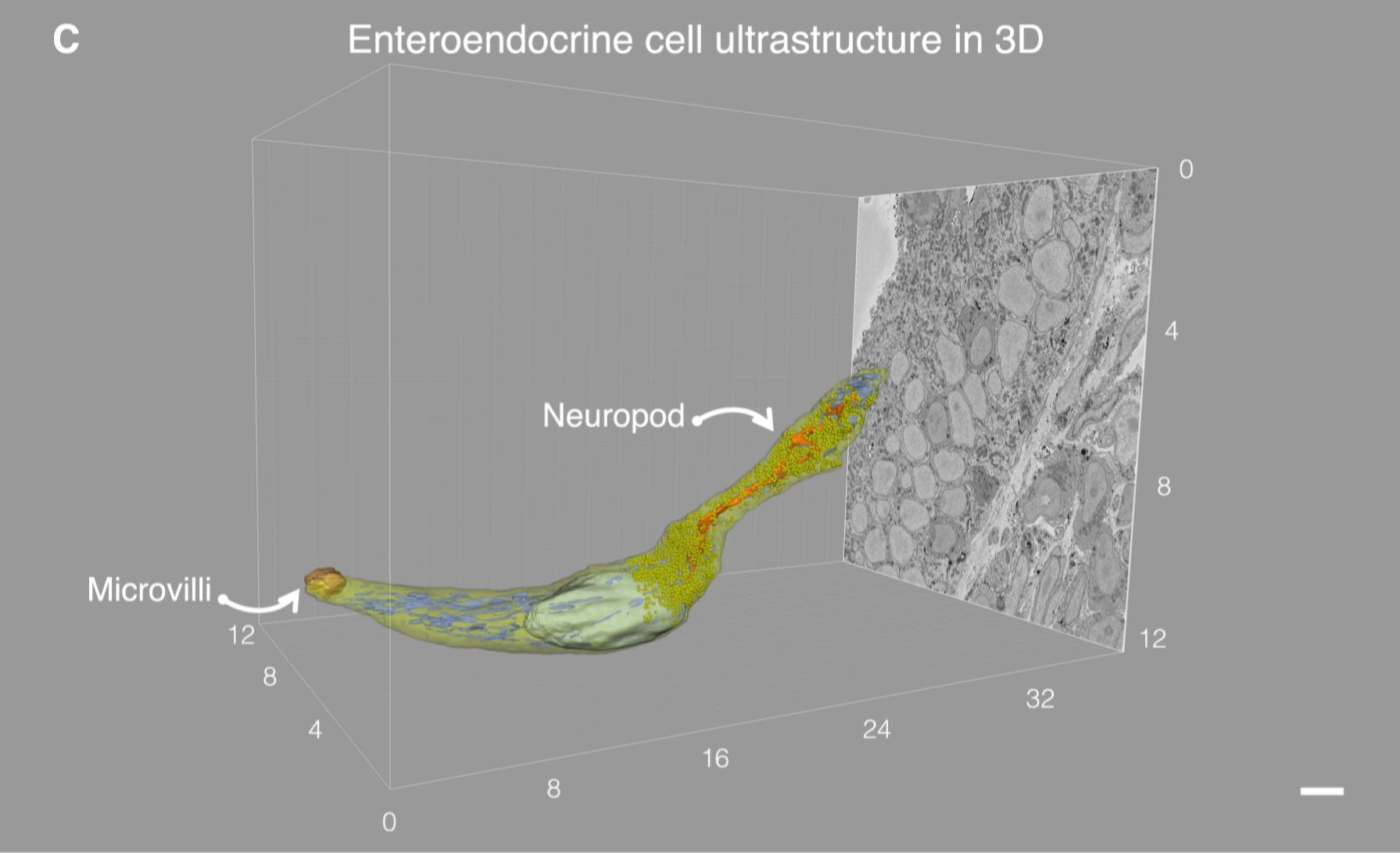
Célula L mostrando su polaridad: Microvellos en el lumen y Neurópodo en la lámina propia. Reconstrucción en 3D de múltiples cortes ("z stacks") de microscopía confocal y microscopía electrónica de barrido en serie (SBEM).

La microscopía electrónica permitió clasificar las "células L/PYY", por su morfología ultraestructural, se caracteriza por gránulos grandes redondos de 350 nm y de centro denso a los electrones, típicos de almacenamiento de hormonas.

A nivel del lumen las "células L" disponen de microvellos cortos y escasos característicos, en contacto con el contenido intestinal.

En el otro extremo al nivel de la lámina propia la base de la "célula L/PYY" no supera los 10 µm de diámetro, y muestra una extensión citoplasmática larga, que se denomina neurópodo.

El neurópodo corre por debajo de los enterocitos adyacentes y puede alcanzar una longitud de 70 µm. Estos largos neurópodos, están llenos de mitocondrias, vesículas secretoras grandes y densas que contienen hormonas y de otras vesículas pequeñas claras, que se cree que contienen neurotransmisores.
Las "células L" en el íleon se muestran anatómicamente diferentes de las que están presentes en el colon. Las células L del íleon tienen una forma que recuerda la letra L, mientras que las del colon tienen un contorno fusiforme o sigmoideo (letra griega sigma Σ , ς).

## Funciones
La "célula L" enteroendócrina, al igual que otras, produce, almacena y segrega neuropéptidos, hormonas y substancias "similares a hormonas".
Los microvellos especializados, de las "células L" que se proyectan dentro del lumen intestinal, funcionan como sensores de contenidos intestinales, ya sean nutrientes o subproductos bacterianos. Estas células responden al estímulo del contenido luminal liberando sus hormonas en la lámina propia donde difunden hacia los  capilares sanguíneos para alcanzar su objetivo a distancia.
Estas células "L"  expresan algunos  marcadores bioquímicos de la diferenciación neuronal, incluidos los involucrados en la biosíntesis de neurotransmisores, además de mostrar algunas propiedades ultraestructurales comunes a las neuronas.

## Fisiología
Las células L detectan y responden a los productos de la digestión de los carbohidratos, las grasas y las proteínas, liberando los péptidos contenidos en sus gránulos secretorios.

Las células L sintetizan el polipéptido de 160 aminoácidos llamado pre-proglucagón, codificado en humanos por el gen GCG ubicado en el 2q24.2.

El péptido derivado proglucagón es precursor de varios péptidos hormonales secretados por estas células. 
Entre los péptidos hormonales producidos por las células L, se encuentran el 
péptido 1 similar al glucagón (GLP-1 en inglés) y el péptido 2 similar al glucagón (GLP-2).

### Excitabilidad
La célula L es  eléctricamente excitable y utiliza potenciales de acción para codificar y transmitir señales, que modulan directamente la secreción de GLP-1. Utiliza su potencial de acción para llevar la señal, desde su extremo apical con microvellos, hasta el polo basal donde residen las vesículas secretoras de la célula L y así determinar la liberación de las hormonas que contienen.

### Secreciones
Los principales productos de secreción de las "células L" que tienen acciones de tipo parácrino y endocrino son cuatro.
- Péptido similar al glucagón tipo 1 (GLP-1)(Enteroglucagón)
- Péptido similar al glucagón tipo 2 (GLP-2)(Enteroglucagón)
- Péptido YY (PYY)
- Oxintomodulina (OXM)

Los productos de secreción de las células L, regulan la motilidad gastrointestinal, la secreción, la sensitividad visceral, la absorción, el apetito, la defensa immune local y la proliferación celular.

#### Péptido YY
El péptido YY (PYY), es producido por las células L epiteliales enteroendocrinas en todo el intestino, pero sus concentraciones aumentan en el colon y el recto. El PYY que se localiza en la mucosa, actúa como un modulador endocrino en tejidos  distantes, particularmente dentro del tracto gastrointestinal, retrasando el vaciado gástrico y el tiempo del tránsito intestinal.

El PYY interactúa con ácidos grasos para inducir la diferenciación en las células de la mucosa.

El PYY tiene efectos sobre la ingesta de alimentos y el gasto de energía, lo que influye en el suministro de nutrientes y hormonas intestinales a la circulación. El PYY secretado por las células L, está estrechamente involucrado en la secreción de insulina y la homeostasis de la glucosa.

## Recambio celular de células L
Las células L se renuevan y diferencian activamente a lo largo de la vida desde el reservorio de células madre de la cripta intestinal. A medida que las células maduras migran a las puntas de las vellosidades, sufren apoptosis y son extruidas hacia la luz.
El número total y el recambio de las células L, productoras de los péptidos GLP-1, PYY y OXM, es igual en pacientes sanos y en aquellos con diabetes.

## Cirugía gastrointestinal
La cirugía bariátrica en "Y de Roux" produce una duplicación del número absoluto de células L, sin afectar su densidad que está codificada genéticamente en el recambio general de la mucosa del intestino delgado. 
El aumento en el número de células L, en un factor de aproximadamente 2.5 (de ~7.9 millones a ~17.5 millones), demuestra la respuesta del intestino a las cirugías que alteran la anatomía del estómago y el flujo de los alimentos.